# 減光
天文学における減光（げんこう、extinction）とは、天体から放射された電磁波が、その進行する空間に存在する物質によって吸収や散乱を受けることで、観測者に到達する電磁波のエネルギー総量が減る現象、及びその減衰量を表す指標のことである。

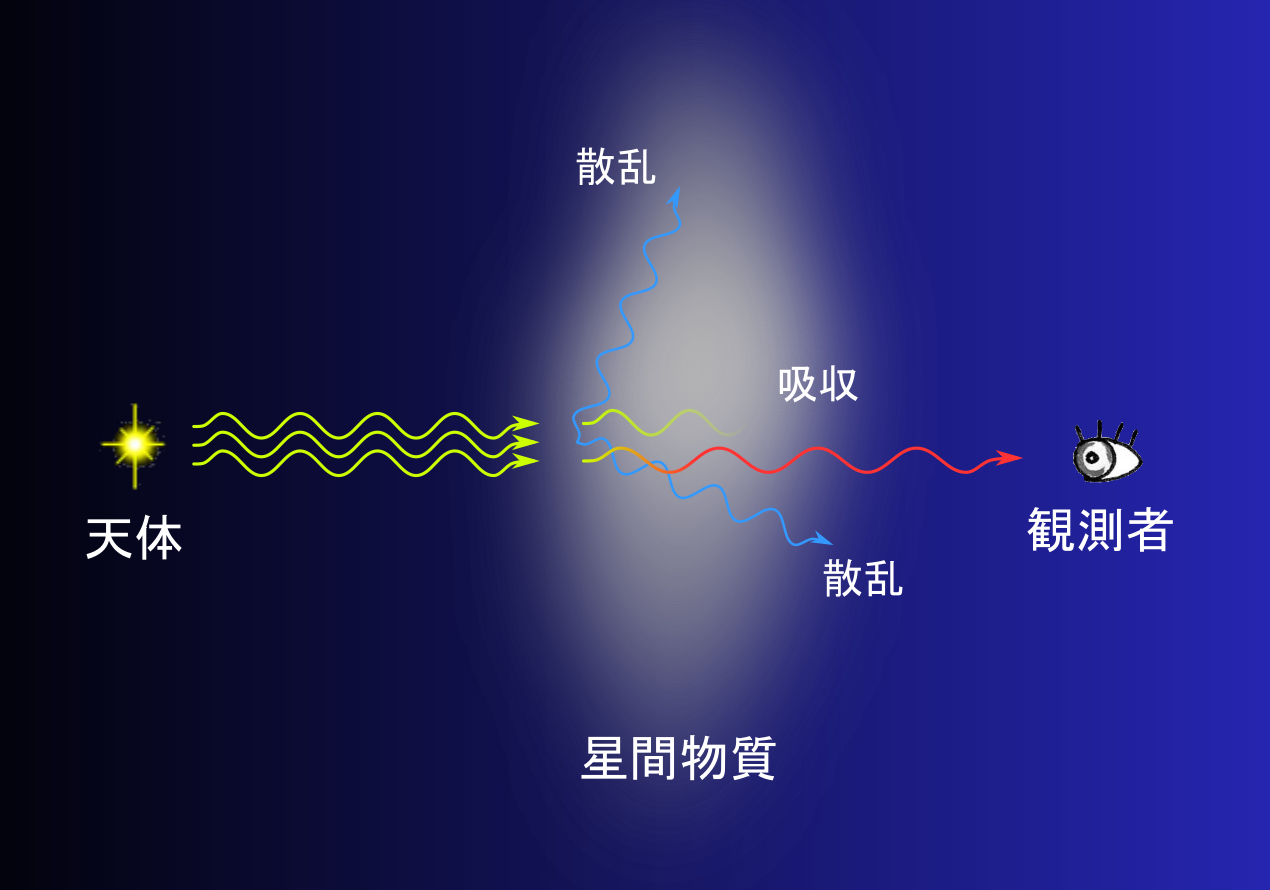
星間減光（赤化）の概略図

減光の最も重要な要因は、星間物質によるものである。観測する天体によっては、銀河間物質や、天体を取り巻く星周物質、周銀河物質によっても生じる。また、観測者が地上にいる場合には、星間物質に加えて、地球の大気による天体からの電磁波の吸収・散乱の影響も重要となる。電磁波の波長によっては、大気中の分子による減光は非常に強く、ガンマ線、X線、紫外線、一部の波長の赤外線と電波は、地上からは観測できないが、宇宙望遠鏡などの特別な手段による観測では、全ての波長で高感度の観測ができる。
可視光から近赤外線の波長域では、波長が長い（つまり赤い）光ほど減光を受けにくいため、減光が大きいほど天体の色は赤く見える。このことから、減光は赤化とも呼ばれる。

## 略史
1784年の観測によって、ウィリアム・ハーシェルは、夜空に恒星が全く見えない領域が存在することに言及しており、これが宇宙空間において天体の光が減光を受けた結果が、初めて記録された例とみられる。
しかし、ハーシェルの発見後も、なぜ星がみえないかの理解は進まなかった。それから何十年も経過し、今度はヴィルヘルム・シュトルーヴェが、太陽から遠ざかれば遠ざかる程、単位体積当たりにみえる恒星の数が少なくなることに気が付いた。シュトルーヴェはこの現象を、星間空間で何らかの効果により天体の光が暗くなると仮定し、その効果を1kpc（およそ3,260光年）遠ざかるごとに1等級暗くなると見積もった。この推定は、現代の減光則が大まかに1kpc当たり0.7から1等級としているものに近い。
20世紀になると、減光は希薄な星間物質が天体の光を吸収・散乱することによって起こると考えられるようになり、その決定的な証拠は、1930年にトランプラーによって得られたとされる。トランプラーは、減光が銀河面付近で主に起きていることや、遠い天体程本来の色より赤くみえることから、減光が選択的に起こり、短い波長の光の方が大きな減光を受ける波長依存性も明らかにした。

## 星間減光（星間赤化）
星間減光は、星間空間に存在している微粒子による吸収や散乱によって、宇宙空間を伝播する電磁波がさえぎられて弱められる効果のことである。星間減光においても、波長が長い光ほど減光の効果が弱まるため、減光が大きいほど天体の色は赤く見える。そのため、星間減光は星間赤化ともいう。星間赤化は、波長が短い電磁波が弱められ、波長が長い電磁波はあまり弱められないため、長い波長の電磁波が相対的に強くなり、スペクトルの曲線が本来のものから変化する。一方で、輝線や吸収線といったスペクトル成分の波長そのものは変化しない。この点で、スペクトルの曲線が形を変えずに、全体として波長がずれることで色が変化するドップラー偏移とは異なり、星間赤化が赤方偏移とは全く別の現象であることがわかる。
赤化の度合を示す指標は、色超過と呼ばれる。色超過の量は、スペクトルなどから推定される減光を受ける前の天体の色に対する、実際に観測された減光を受けた後の天体の色の違いとして定義される。測光システムにおいては、天体の色を色指数で表し、例えば1950年代に開発され、以後最も広く用いられているジョンソンのUBVシステムでは、Bバンドの等級{\displaystyle B}とVバンドの等級{\displaystyle V}を用いて、色超過を{\displaystyle E(B-V)}などと表し、色指数{\displaystyle B-V}によって、
{\displaystyle E(B-V)=(B-V)-(B-V)_{0}}
と定義される。ここで{\displaystyle (B-V)_{0}}は、赤化を受けていない天体固有の色指数である。

### 一般的性質
星間赤化では、星間微粒子による吸収や散乱を、青い（波長が短い）光より赤い（波長が長い）光の方が受けにくいので、天体の色が本来より赤く見える。これは、太陽光が透過する地球大気の厚さが増すことで、大気中の微粒子による減光が増え、夕日が赤くなることと似ている。
全体的な傾向として、短い波長で効果が強く、長い波長で効果が弱い星間減光は、一般論でいうと分光観測の際に影響が強くみられ、減光を受けた結果、スペクトルの形が変化する。減光によってスペクトルが受ける変化には、波長依存の全体的な傾向に沿ったものだけでなく、特定の波長帯で一際減光が強くなる成分も存在する。これは、星間微粒子によって吸収される成分と考えられ、その起源は単一のものではないが、星間物質の化学的特徴を知る上での手がかりにはなる。

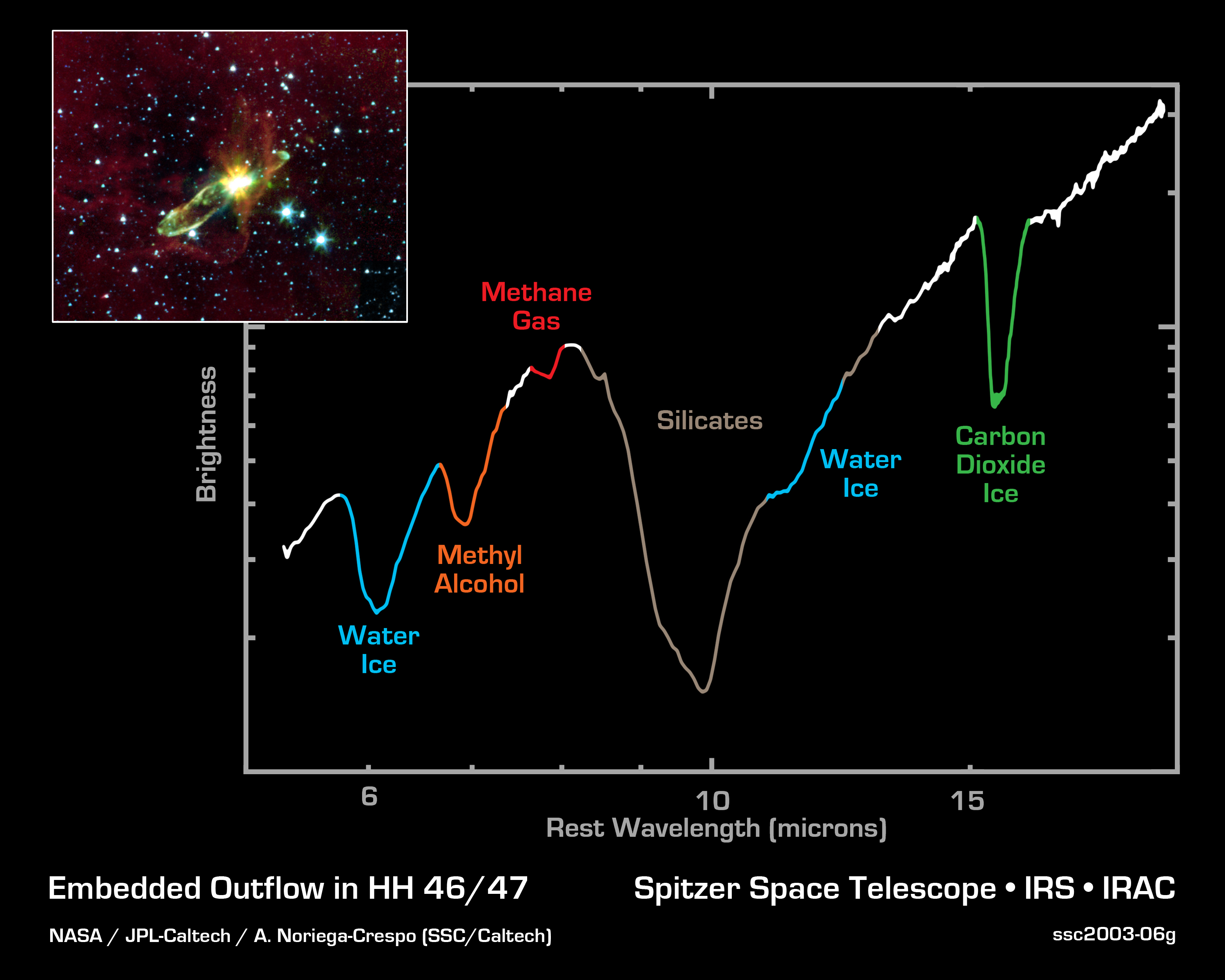
暗黒星雲に覆われたハービッグ・ハロー天体HH 46/47の赤外線スペクトル。10μm付近にケイ酸塩の深い吸収帯がみえる。出典: NASA / JPL-Catelch / A. Noriega-Crespo

顕著な吸収成分としては、波長2,175Å付近に特徴的な色超過の上昇がみられるほか、波長10μmと18μm付近にも色超過の上昇がみられる。前者は炭素化合物、後者はケイ素化合物の成分ではないかと推定される。その他にも、「ぼやけた星間線」や、波長3.1μmの水の成分などが存在する。

#### 天体の減光の測定
減光量は、天体までの距離と、その間にある星間物質の量とに依存するので、直接測定することは難しい。天体の絶対等級と距離に関する情報があれば、減光を受けない場合の天体の視等級を推定できるので、減光量を直接評価することができるが、天体の距離を正確に決定するのは困難である。そのため、減光量を測定するには、観測によって相対的な減光量のスペクトル、即ち減光曲線を求め、そこから減光量に換算することで、間接的に求める。観測では、地球にとても近く、星間減光が十分に小さい天体（基準天体）と、スペクトルが同じ分類で星間減光を受けている天体とを比較する。
絶対的な減光量は、ある波長で天体の光が何等級暗くなったかで表され、波長λにおける減光量{\displaystyle A(\lambda )}は、みかけの等級{\displaystyle m(\lambda )}、絶対等級{\displaystyle M(\lambda )}と、天体までの距離{\displaystyle d}を用いて、
{\displaystyle m(\lambda )-M(\lambda )=5\log d-5+A(\lambda )}
という関係になる。減光量を0とみなせる近傍の基準天体との等級差{\displaystyle {\mathit {\Delta }}m(\lambda )}は、基準天体までの距離を{\displaystyle d_{0}}として、
{\displaystyle {\mathit {\Delta }}m(\lambda )=5\log(d/d_{0})+A(\lambda )}
となる。この波長λにおける等級の差を、Vバンドでの等級の差に対して相対的に表した量{\displaystyle E(\lambda -V)}は、
{\displaystyle E(\lambda -V)={\mathit {\Delta }}m(\lambda )-{\mathit {\Delta }}m(V)=A(\lambda )-A(V)}
となる。この{\displaystyle E(\lambda -V)}は前述の色超過と同じもので、選択減光とも呼ばれる。歴史的に、Bバンドでの選択減光{\displaystyle E(B-V)}で規格化した
選択減光
{\displaystyle k(\lambda -V)=E(\lambda -V)/E(B-V)}
が実際の指標として用いられる。
減光は、波長が長くなればなる程0に近づくと考えられ、無限に長い波長では、減光量は0に収束するはずなので、{\displaystyle E(\lambda -V)}は{\displaystyle -A(V)}に等しくなる。この時の規格化された選択減光は、
{\displaystyle R_{V}=A(V)/E(B-V)}
となって、絶対減光対選択減光の比になるので、波長の長い赤外線での選択減光から外挿することで{\displaystyle R_{V}}を求めることができ、{\displaystyle R_{V}}と減光曲線から任意の波長での減光量を見積もることができる。ただし、赤外線でも波長が長くなると、塵粒子による熱放射が無視できなくなり、星周領域での吸収も強くなるので、{\displaystyle R_{V}}を正確に決めるのは難しい。
2天体の比較によって減光を測定する方法は、適切な基準天体をみつけられるかどうかに難点があり、それを回避する手段として、理論計算で再現した天体のスペクトルと比較する方法がある。この方法は、計算のための変数が少なくて済む天体では良い結果が得られるが、恒星風が強い恒星など、変数が多くなる天体では、信頼度の高い決定は困難になる。
輝線星雲で減光を求める場合には、星雲内の2つの輝線の強度比から推定する場合もある。例えば、バルマー線のHαとHβの強度比は、多くの輝線星雲で普遍的な環境下においては、理論的に2.85で常にほぼ一定している。強度比が2.85からずれていれば、それは減光の影響であると考え、ずれの量から減光を計算することができる。

#### 2,175Å成分
銀河系内の多くの天体では、減光曲線を求めると、紫外線域の2,175Å付近に、幅広いこぶ状の成分がみられる。この成分は、1960年代にロケットを用いた紫外線観測によって発見された。発見直後、まずこの成分の起源として黒鉛粒子が考えられ、その後、黒鉛以外の炭素質粒子やケイ酸塩中の水酸化物イオンなどが取り沙汰されたが、現在でも詳細は解明されておらず、多環芳香族炭化水素などの芳香族化合物中の炭素が有力視されている。また、惑星間塵中に含まれていた粒子を電子顕微鏡で分析した結果、2,175Åの成分が検出され、有機物中の炭素が起源であることが示唆されている。

### 銀河系の減光
太陽系の周辺では、ジョンソンのVバンドにおける星間減光は、通常1kpc当たり0.7等級から1.0等級とされ、これは理想的な夜空の下では、天体までの距離が1kpc大きくなるごとに、Vバンドでの明るさが概ね半分になることを意味している。この減光は、星間物質の局所的な疎密は均して平均を求めたものであり、距離についても太陽から100pc程度までの減光は僅かで、150から400pc辺りで急上昇する。

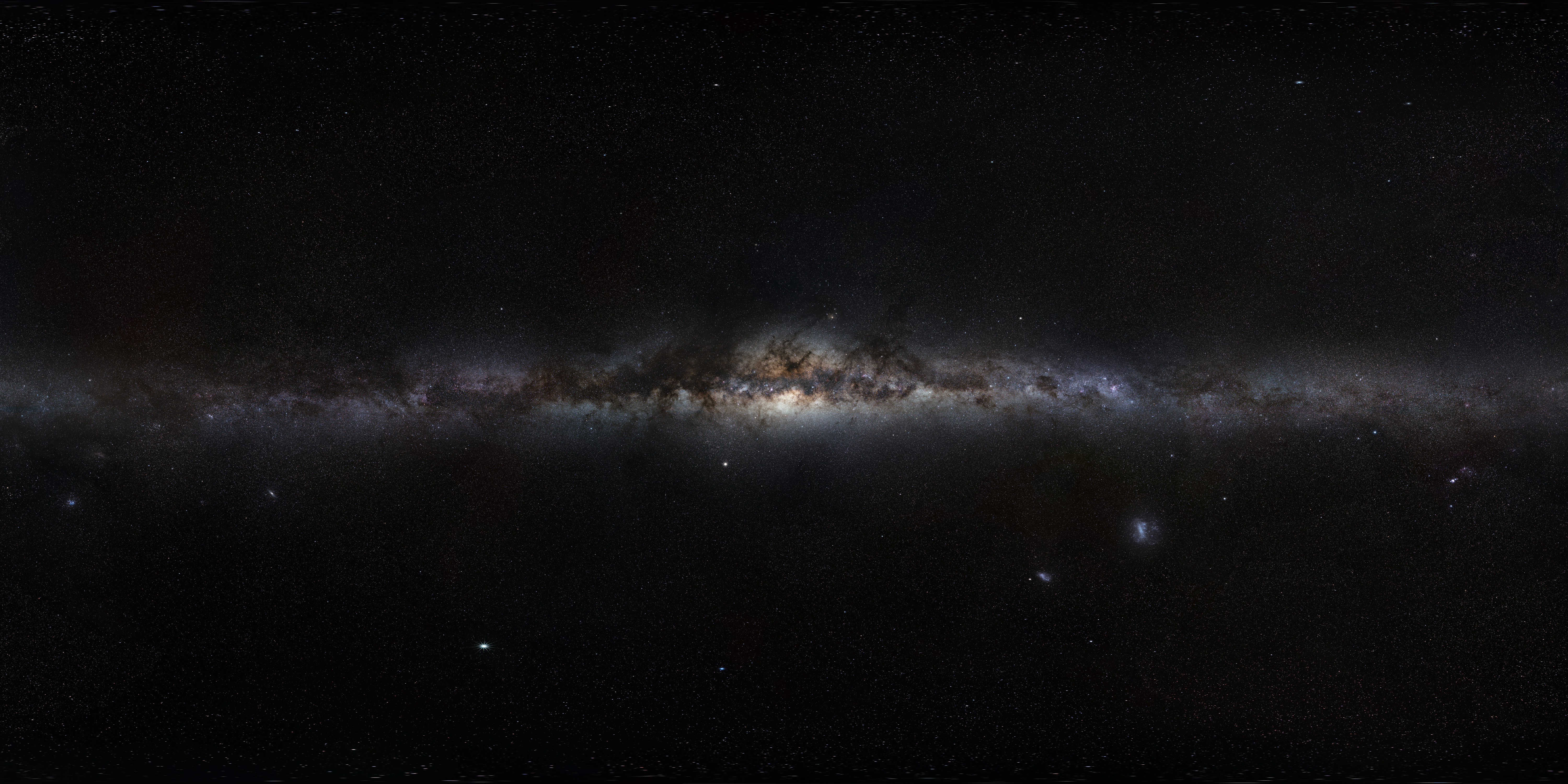
銀河系の全方位画像。中央が銀河中心方向で、その周辺の銀河面付近には、強い吸収を受けた暗黒帯がみられる。出典: ESO / S. Bruner

しかし、星間減光量は、どの方向でも同じわけではなく、特定の方向で大きくなることがある。例えば、銀河中心方向では、渦状腕に分布する暗黒星雲やバルジ内の比較的高密度な星間物質によって、可視光での減光が25等級から40等級にも及び、これはその方向からの光子が、100億個から1京個に1個以下の割合でしか届かないことに相当する。これは、いわゆる銀河面吸収帯の影響で、吸収帯の存在により視界が大きく遮られ、その向こうにある銀河系の構造や、系外銀河（例えば、Dwingeloo 1など）は、赤外線や電波でなければ観測できない。銀河面付近では、太陽の近傍でも高銀緯帯より減光が強くなり、統計上は1kpc当たり平均して6つの星間雲を通過し、減光は1.9等級に達すると推定される。
銀河系の、紫外線から近赤外線（125nm - 3.5μm）にかけての減光曲線は、係数{\displaystyle R_{V}}一つでよく決まると考えられていた。ただし、{\displaystyle R_{V}}の値は、銀河系のどの方向を観測するかによって異なることも知られている。銀河系における{\displaystyle R_{V}}の平均的な値は3.1であるが、観測方向によって、低い所では2.5程度、オリオン大星雲など星間物質密度の高い領域では4から6、銀河面では5.5といった大きな値をとる。{\displaystyle R_{V}}の値は、大きな粒子が多く存在する領域では大きくなる傾向にあり、粒子密度の高い領域では、粒子の平均的な大きさも大きくなっていると考えられる。
近年では、観測方向による減光曲線のばらつきが非常に大きく、とても1つの係数{\displaystyle R_{V}}だけでは減光則を表せないことがわかってきている。また、紫外線や可視光と比べ減光を受けにくい赤外線でも、普遍的な減光則はないこともわかってきている。
星間減光量は、視線方向上に存在する中性水素原子の量と、とても良い相関があり、星間物質中で塵粒子とガスがよく共存していることを示している。赤化を受けた恒星の紫外線のスペクトルを観測したり、銀河系のハロにおけるX線の散乱を調べたりして、色超過{\displaystyle E(B-V)}と水素原子の柱密度{\displaystyle N_{\mbox{H}}}の関係が求められており、
{\displaystyle N_{\mbox{H}}/E(B-V)\approx 5.8\times 10^{21}{\mbox{cm}}^{-2}{\mbox{mag}}^{-1}}
のようになることがわかっている。また、2MASSによる観測データと、星種族合成による銀河系の理論的なスペクトルとの比較から、銀河系内における星間減光の3次元分布も求められており、星間塵の分布が一面では水素原子（や一酸化炭素分子）の分布と一致することが確かめられている。

### 系外銀河の減光曲線

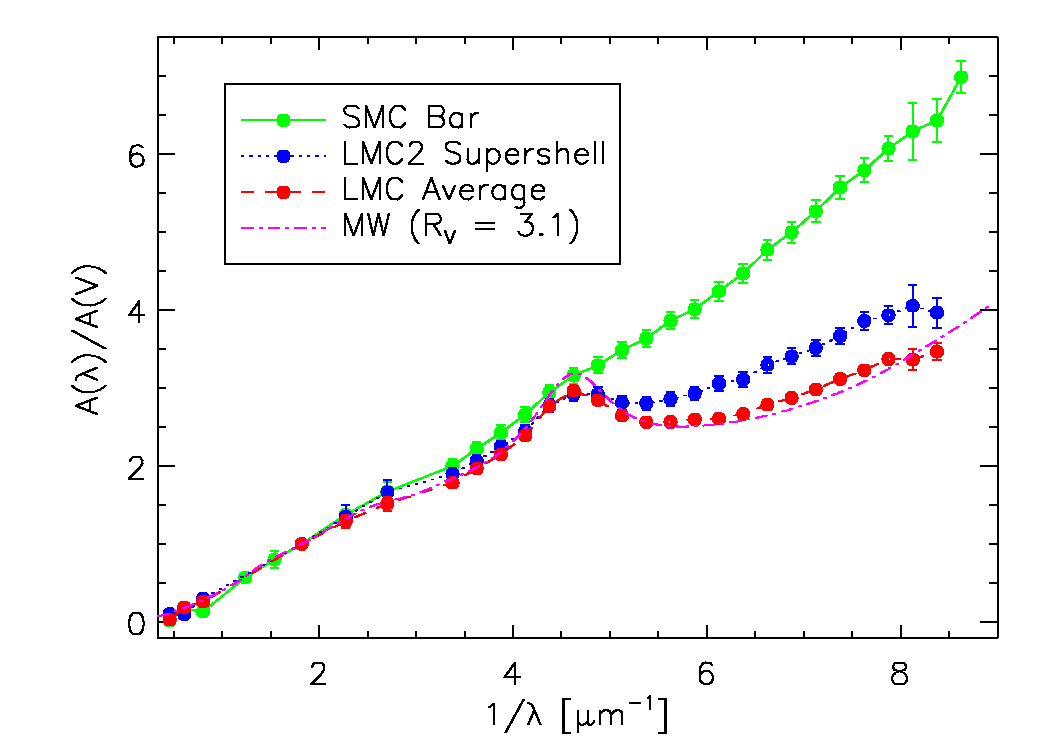
銀河系（MW）、大マゼラン雲（LMC）、小マゼラン雲（SMC）及びその中のある領域における平均的な減光曲線。横軸は波長の逆数で、紫外域が強調されている。

平均的な減光曲線をみると、銀河系と大マゼラン雲、小マゼラン雲では減光の波長依存性に違いがみられる。これは、星間塵の性質の違いによるものであると考えられ、特に波長0.3μm以下の紫外線で、減光曲線の違いが大きく現れる。
大マゼラン雲では、かじき座30付近の星形成領域「LMC2スーパーシェル」において、遠紫外域での減光が強く、2,175Åの吸収成分は相対的に弱いものになっている点が特徴で、銀河系や大マゼラン雲内の他の領域とは異なる。
小マゼラン雲で星形成が起こっている棒状構造における減光曲線は、大マゼラン雲よりも更に銀河系との差が大きくなり、遠紫外域での減光はLMC2スーパーシェルより更に強く、2,175Åのこぶ状の成分は最早みられない。棒状構造から外れた領域の減光では、2,175Åの成分はみられるが、銀河系の減光曲線に比べてこぶが小さく、遠紫外域でも銀河系より減光が弱い。
これらのことは、系外銀河内の星間物質の性質について知る手がかりとなる。元々は、銀河系と大小マゼラン雲で減光曲線が異なるのは、3つの銀河で金属量が違うためではないかと考えられていた。マゼラン雲における金属量は銀河系より大幅に少なく、大マゼラン雲では太陽系近傍の6割程度、小マゼラン雲に至っては太陽系近傍の2-3割程度しかないことが知られており、2,175Åの吸収成分に炭素が関わっていると考えられることから、炭素の量が少ないことと整合すると思われたからである。
しかし、LMC2スーパーシェルや小マゼラン雲の減光曲線は、銀河系の減光曲線と大きく異なるが、大マゼラン雲の他の領域の減光曲線は銀河系の減光曲線と似ており、また、他のスターバースト銀河での減光を調べたところ、減光曲線が銀河系のものと異なる一方で、金属量については銀河によって様々であったことから、減光則の違いは、金属量よりも星形成の活発さに関係すると考えられるようになった。

## 大気減光

地上における、波長の異なる電磁波の地球大気の不透明度。不透明度が低い（透過率が高い）波長域は、いわゆる「大気の窓」で、地上からの観測に適している。

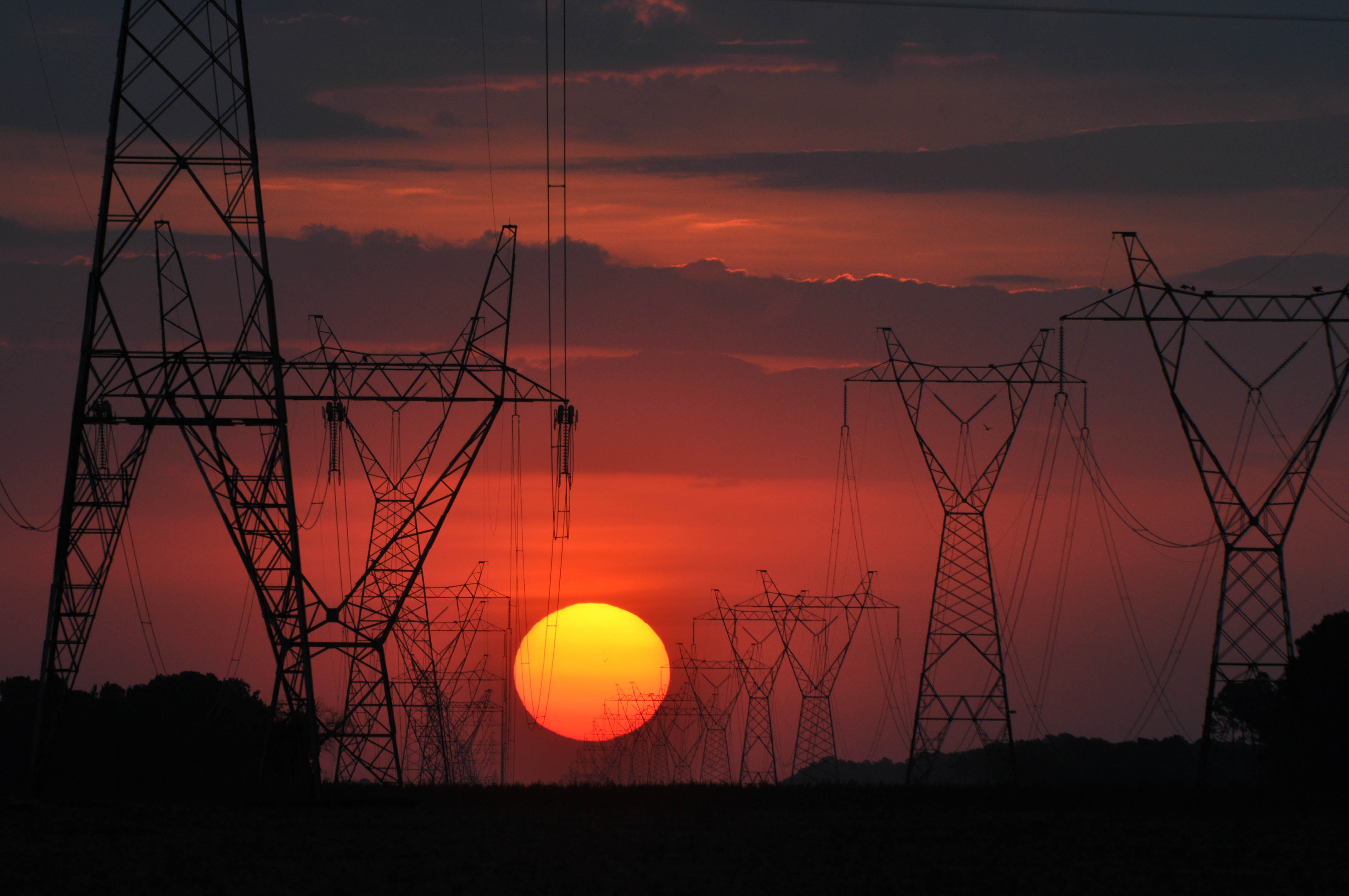
大気による赤化のため、夕日は赤くみえる。

減光には、宇宙空間におけるものだけでなく、地球の大気による天体からの電磁波の吸収・散乱の影響もある。朝日や夕日が赤くなるのも、太陽光が透過する大気の厚さが増すことで、減光が増えるためである。大気の状態は地域によって異なり、また、高度が高くなると上空に存在する大気中の粒子の密度が小さくなり、一般的には減光も弱くなるので、大気減光は場所ごとに変わってくる。天文学の観測を行うにあたっては、観測地点における当日の実測データに基づいて大気減光量を求め、それを補正することが望ましく、天文台では測光標準星の観測を行い、測定された明るさとカタログ値との差及び標準星の高度から、大気減光量を精度よく推定し、補正を行っている。
大気による減光は主に、気体分子による散乱（レイリー散乱）と、大気中を漂っている液体や固体の微粒子（エアロゾル）による散乱（ミー散乱）、そして大気による吸収がある。大気による吸収の影響が小さい近紫外線から近赤外線では、分子やエアロゾルによる散乱が減光の主要成分となり、波長が長くなるほど散乱されにくくなるので、近赤外線より可視光、可視光より近紫外線の方が強く減光する。一方、大気による吸収は、吸収が起きる波長域の電磁波にとっては致命的な影響がある。中でも特徴的なものは、水蒸気（水分子）による赤外線の吸収と、オゾンと酸素分子による紫外線の吸収で、水蒸気は吸収が少ない一部の波長帯以外の赤外線・サブミリ波を、オゾンと酸素分子は300nmより短い波長の紫外線を、完全に吸収してしまう。X線やガンマ線も大気により完全に吸収される。そのような電磁波で観測を行う場合は、航空機や気球、人工衛星による観測を行うことになる。
大気減光は、天体の高度によって見通す大気の厚みが変わり、天頂と比較して仰角が低くなればそれだけ通過する大気の量が多くなるので、減光量も大きくなる。見通す大気の厚さは空気関数（エアマス）と呼ばれ、天頂距離（天頂からの角度）の関数として表される。高い仰角では、空気関数は天頂距離の一次関数で表せるが、低い仰角になるとずれが大きくなるので、更に補正が必要となる。